# الآثم (سلسلة)
 الآثم (بالإنجليزية: The Sinner)‏ هو مسلسل تلفزيوني أنثولوجي درامي وجريمة أميركي، طور بواسطة ديريك سيموندز، تم بثه على يو إس إيه نيتورك منذ 2 أغسطس 2017. سميت باسم رواية بيترا هيمسفاهر 1999 والتي اقتبس منها الجزء الأول. يلعب بيل بولمان دور محقق شرطة يحقق في الجرائم التي يرتكبها مجرمون غير محتملون ويحاول الكشف عن دوافع الجناة.

## القصة
في الموسم الأول، يتعمق المحقق هاري أمبروز في ماضي المرأة المضطربة كورا تانيتي، لمعرفة سبب طعنها لرجل حتى الموت.
في الموسم الثاني، يعود هاري إلى مسقط رأسه بعد أن اعترف صبي صغير اسمه جوليان ووكر بتسميم زوجين وتعلم الأسرار التي صمم السكان على دفنها.
في الموسم الثالث، يحقق هاري في حادث سيارة مميت في شمال ولاية نيويورك ويكشف عن قضية كبيرة ومثيرة للقلق وراء ذلك.

## الحلقات
| الموسم | الحلقات | الحلقات | الأصلي        | الأصلي         |
| الموسم | الحلقات | الحلقات | الأول         | الأخير         |
| ------ | ------- | ------- | ------------- | -------------- |
| 1      | 8       | 8       | 2 أغسطس 2017  | 20 سبتمبر 2017 |
| 2      | 8       | 8       | 1 أغسطس 2018  | 19 سبتمبر 2018 |
| 3      | 8       | 8       | 6 فبراير 2020 | 26 مارس 2020   |

## روابط خارجية
- الآثم على موقع IMDb (الإنجليزية)
- الآثم على موقع ميتاكريتيك (الإنجليزية)
- الآثم على موقع روتن توميتوز (الإنجليزية)
- الآثم على موقع نتفليكس (الإنجليزية)
- الآثم على موقع فيلمافينيتي (الإسبانية)
- الآثم على موقع كينوبويسك (الروسية)
- الآثم على موقع ألو سيني (الفرنسية)
- الآثم على موقع قاعدة بيانات الفيلم (الإنجليزية)